# Зум репортер
Зум репортер је СФРЈ часопис из 70-их и 80-их година, префињеног таблоидног садржаја. Као седмодневни илустровани лист пласира рубрике, еротске приче и фотографије голишавог садржаја.